# اریک گلدبرگ
اریک گلدبرگ (انگلیسی: Eric Goldberg؛ زادهٔ ۱ مهٔ ۱۹۵۵) کارگردان فیلم، صداپیشه، و بازیگر اهل ایالات متحده آمریکا است. از فیلم‌ها یا برنامه‌های تلویزیونی که وی در آن نقش داشته‌است می‌توان به فانتازیا ۲۰۰۰ اشاره کرد. همچنین برندهٔ جوایزی همچون جایزه وینزر مک‌کی شده‌است.